# 세킴 음벵게
세킴 음벵게(Cheikh M'Bengue, 1988년 7월 23일 ~ )는 프랑스 태생의 세네갈 축구 선수이다.